# Golden (album Kylie Minogue)
Golden è il quattordicesimo album in studio della cantante australiana Kylie Minogue, pubblicato il 6 aprile 2018.

## Descrizione
Nel febbraio 2017, la società della Minogue, Darenote, ha firmato un nuovo contratto discografico con la BMG Rights Management per la pubblicazione di nuovi progetti discografici, lasciando all'artista i diritti dei futuri materiali prodotti. Nel corso di quell'anno, Minogue lavora con autori e produttori per il suo quattordicesimo album in studio, tra cui Amy Wadge, Sky Adams, DJ Fresh, Nathan Chapman, oltre che assieme ai collaboratori storici Richard Stannard, The Invisible Men e Karen Poole.
La prima produzione è iniziata tra Londra e Los Angeles, per concludersi con la registrazione della maggior parte dei contenuti dell'album a Nashville, Tennessee. L'artista ha commentato la scelta di recarsi a Nashville, affermando che «questo luogo ha avuto un profondo effetto su di me; [...] Scrivere canzoni può essere un po' come una terapia, bisogna sentirsi a proprio agio per parlare di cose personali». La Minogue ha co-scritto ogni canzone di Golden, fatto che non accadeva da Impossible Princess pubblicato nel 1997.

Minogue ha raccontato che il contenuto di Golden era originariamente canzoni dance synth-pop, tuttavia il suo manager A&R le aveva suggerito di incorporare la musica country nel disco. Dopo poche settimane si è recata a Nashville dove ha registrato alcune canzoni, grazie alle quali ha compreso che «tutto ha cominciato ad avere un senso. Siamo riusciti a trovare questa ispirazione country, ma l'abbiamo riportata nel mio mondo», definendolo un progetto «di equilibrio e sperimentazione». In un'intervista a Billboard Minogue racconta:
«Questo progetto è legato a una rottura; [...] ci vuole questo a volte per avere una buona visione d'insieme di sé stessi per comprendere quali cambiamenti si vogliono fare. Ed è esattamente il momento in cui sono entrata in studio. La mia esperienza di scrittura su questo album è stata così diversa dalle altre. Ogni passo del percorso è una sfida, e i fan sono li ad attenderlo da tutto il mondo. Vorrei che i miei fan lo amino come lo amo io, e lo prendano a cuore aggiungendolo al nostro viaggio insieme».

## Promozione

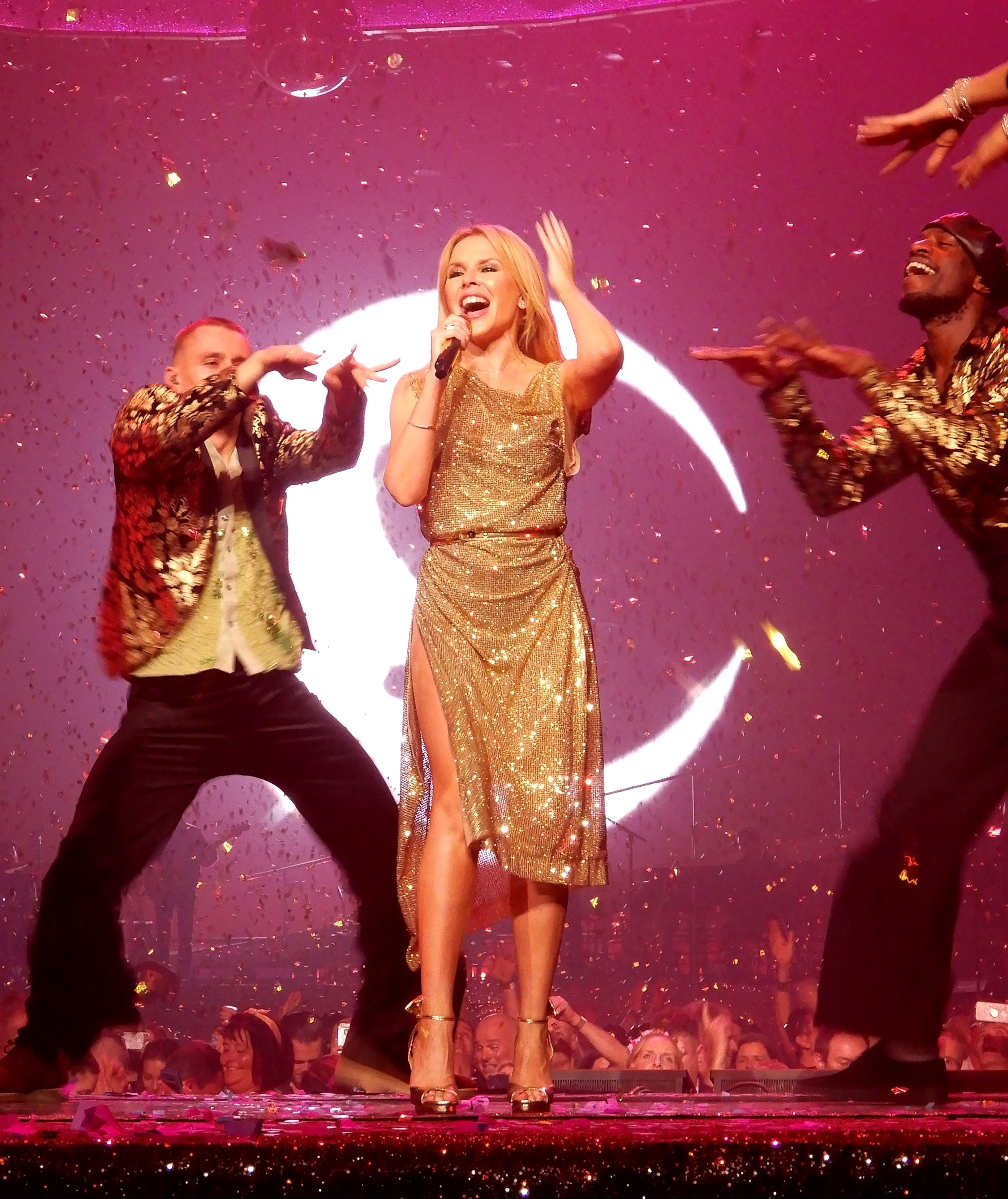
Kylie Minogue alla Motorpoint Arena presso Nottingham, Regno Unito, durante il Golden Tour.

Minogue e BMG hanno pubblicizzato Golden con una vasta campagna di marketing prima e durante il lancio dell'album. È stata intervistata da Graham Norton su BBC Radio 2, eseguendo i suoi più grandi successi, incluso il singolo Dancing, il 24 febbraio 2018. Il 13 marzo,  Minogue ha eseguito per la prima volta il singolo Golden e altre tracce dell'album al Café de Paris, durante il suo tour promozionale Kylie Presents: Golden. Successivamente ha preso parte a numerosi talk show, tra cui Graham Norton Show, 60 Minutes Australia, ET Canada, Good Morning America, The Late, Late, Late Show BBC Breakfast. Il 21 aprile, Minogue ha eseguito Stop Me from Falling al compleanno ufficiale della regina Elisabetta II, al Royal Albert Hall.
Minogue si è esibita a The Voice Kids UK il 21 luglio, e il 9 settembre successivo ha diretto il BBC Radio 2 Festival a Hyde Park. Il 28 ottobre, Minogue si è esibita in A Lifetime to Repair a The X Factor UK.
A sostegno dell'album è stato annunciato il Golden Tour, che prevede tappe in Regno Unito, Irlanda, Germania, Italia, Francia e Australia.

## Accoglienza
| Recensione          | Giudizio |
| ------------------- | -------- |
| AllMusic            |          |
| The Daily Telegraph |          |
| The Guardian        |          |
| Herald Sun          |          |
| The Independent     |          |
| NME                 |          |
| Slant Magazine      |          |

Tim Sendra di AllMusic l'ha definito come un progetto audace per un'artista longeva come la Minogue, affermando: «La cosa sorprendente dell'album, e della Minogue, è che riesce a tirare fuori il country così come ha tirato fuori la new wave, la discoteca, l'elettronica, le ballate esaltandole una ad una nella sua lunga carriera». Sal Cinquemani della rivista Slant Magazine ha premiato l'album, lodando la sperimentazione della Minogue con la musica country e definendola il suo più «sforzo personale più grande dal 1997 di Impossible Princess». Nonostante ciò rileva una musicalità «tintinnante e troppo compressa» su alcuni brani, concludendo: «Golden rafforza ulteriormente la reputazione di Minogue di saper correre dei rischi: è prepara ad arte, tutto questo progetto prefigura il suo inevitabile ritorno con canzoni da discoteca».
L'editore di Pitchfork Ben Cardew ha dato una spiegazione più critica nella sua recensione di Golden, affermando che «imita qualcuno che suona musica country, piuttosto che comprende questo genere e trasmetterlo nel suo vero significato». Tuttavia riconosce la personalità di Kylie nel direzionare il disco verso il suo scopo, ma ha concluso che «spera che il country di Kylie Minogue abbia vita breve». Similmente Larry Bartleet di NME ritiene che, al di fuori di alcuni brani, il lavoro «si avvicina pericolosamente al pastiche». La giornalista paragona inoltre il progetto discografico a quello della cantautrice country statunitense Kacey Musgraves, affermando: «Sebbene risultino quasi omonimi, la sobria magnificenza country-pop di Golden Hour di Musgraves, che dimostra un'incredibile scioltezza nel suo genere, fa tendere il progetto della Minogue a ricercare al suo massimo come sottofondo nei centri commerciali e gli aeroporti».
Molti critici hanno elogiato il coinvolgimento della Minogue nel processo creativo, in particolare nella scrittura delle canzoni. Mark Kennedy per The Associated Press ha notato come le sue capacità di cantautrice siano diventate più riflessive su aspetti personali; dice: «Il testo è adatto a una donna che compie 50 anni: rimpianto, amore tossico, speranza e desiderio per il futuro». Nick Hasted di The Independent le ha assegnato tre stelle, ritenendo che fosse migliore dei suoi sforzi precedenti elogiando l'autenticità, e ha evidenziato Shelby 68' e Love per essere alcuni dei brani più personali della cantante presenti.

## Tracce

### Edizione standard
1. Dancing – 2:58 (Kylie Minogue, Nathan Chapman, Steve McEwan)
2. Stop Me from Falling – 3:01 (Kylie Minogue, Sky Adams, Steve McEwan, Danny Shah)
3. Golden – 3:07 (Kylie Minogue, Lindsay Rimes, Liz Rose, Steve McEwan)
4. A Lifetime to Repair – 3:19 (Kylie Minogue, Sky Adams, Danny Shah)
5. Sincerely Yours – 3:28 (Kylie Minogue, Jesse Frasure, Amy Wadge)
6. One Last Kiss – 3:41 (Kylie Minogue, Ash Howes, Richard Stannard)
7. Live a Little – 3:07 (Kylie Minogue, Sky Adams, Danny Shah)
8. Shelby '68 – 3:35 (Kylie Minogue, Ash Howes, Richard Stannard)
9. Radio On – 3:42 (Kylie Minogue, Amy Wadge, Jonathan Green)
10. Love – 2:52 (Kylie Minogue, Mich Hansen, Daniel Heløy Davidsen, Peter Wallevik, Wayne Hector, Autumn Rowe)
11. Raining Glitter – 3:33 (Kylie Minogue, Alex Smith, Mark Taylor, Francis White)
12. Music's Too Sad Without You (con Jack Savoretti) – 4:09 (Kylie Minogue, Jack Savoretti, Samuel Dixon)

### Edizione deluxe
1. Lost Without You – 4:04 (Kylie Minogue, Jonathan Green)
2. Every Little Part of Me – 2:58 (Kylie Minogue, Amy Wadge, Sky Adams)
3. Rollin' – 3:32 (Kylie Minogue, Amy Wadge)
4. Low Blow – 2:56 (Kylie Minogue, Danny Shah, Sky Adams, Steve McEwan)

## Successo commerciale
Golden ha debuttato al numero uno nel Regno Unito il 13 aprile, con 48.332 unità, tra cui solo 1.870 ricavate dallo streaming. L'album è diventato il sesto numero uno di Minogue nella classifica e il suo primo da Aphrodite nel 2010. Golden ha superato il suo competitore principale, The Greatest Showman: Original Motion Picture Soundtrack, di 13.000 unità. L'album ha anche debuttato al numero uno della classifica UK Vinyl Albums. Con 6.400 dischi venduti, Golden è diventato l'album in vinile più venduto del 2018 nel Regno Unito.  Inoltre, Golden è anche diventato la cassetta più venduta dell'anno e nella sua prima settimana di uscita aveva già superato la cassetta più venduta del 2017.
In Australia, Golden ha debuttato al primo posto nella classifica degli album ARIA, con 8.745 vendite, diventando il suo quinto album in studio a debuttato in cima alla classifica, l’album ha quindi debuttato in vetta in entrambi i paesi, un'impresa che ha realizzato per la prima volta nel 2001 con Fever.

## Classifiche
| Classifica (2018)          | Posizione massima |
| -------------------------- | ----------------- |
| Australia                  | 1                 |
| Austria                    | 5                 |
| Belgio (Fiandre)           | 4                 |
| Belgio (Vallonia)          | 12                |
| Canada                     | 33                |
| Finlandia                  | 47                |
| Francia                    | 33                |
| Germania                   | 3                 |
| Giappone                   | 64                |
| Italia                     | 14                |
| Nuova Zelanda              | 16                |
| Paesi Bassi                | 18                |
| Regno Unito                | 1                 |
| Repubblica Ceca            | 6                 |
| Spagna                     | 8                 |
| Stati Uniti                | 64                |
| Stati Uniti (indipendente) | 4                 |
| Svezia                     | 38                |
| Svizzera                   | 4                 |